# Mesnil-Saint-Nicaise
Mesnil-Saint-Nicaise és un municipi francès situat al departament del Somme i a la regió dels Alts de França. L'any 2007 tenia 539 habitants.

## Demografia

### Població

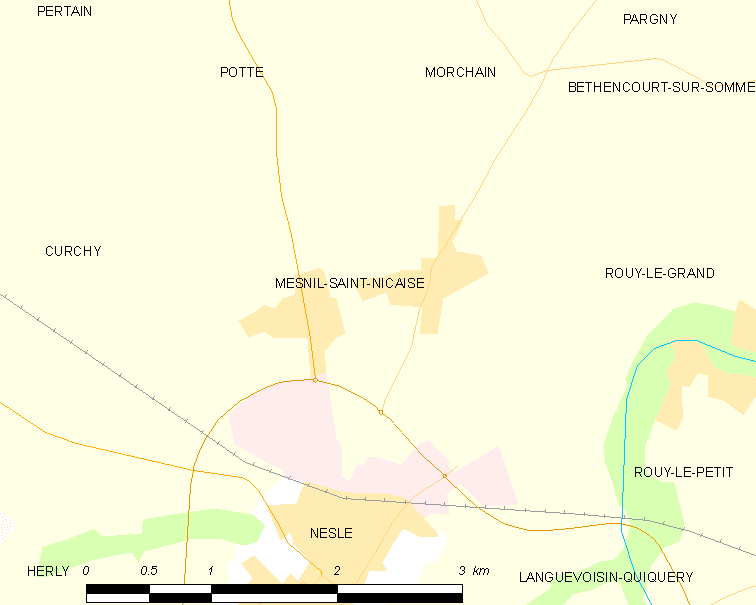

El 2007 la població de fet de Mesnil-Saint-Nicaise era de 539 persones. Hi havia 220 famílies de les quals 52 eren unipersonals (16 homes vivint sols i 36 dones vivint soles), 76 parelles sense fills, 80 parelles amb fills i 12 famílies monoparentals amb fills.

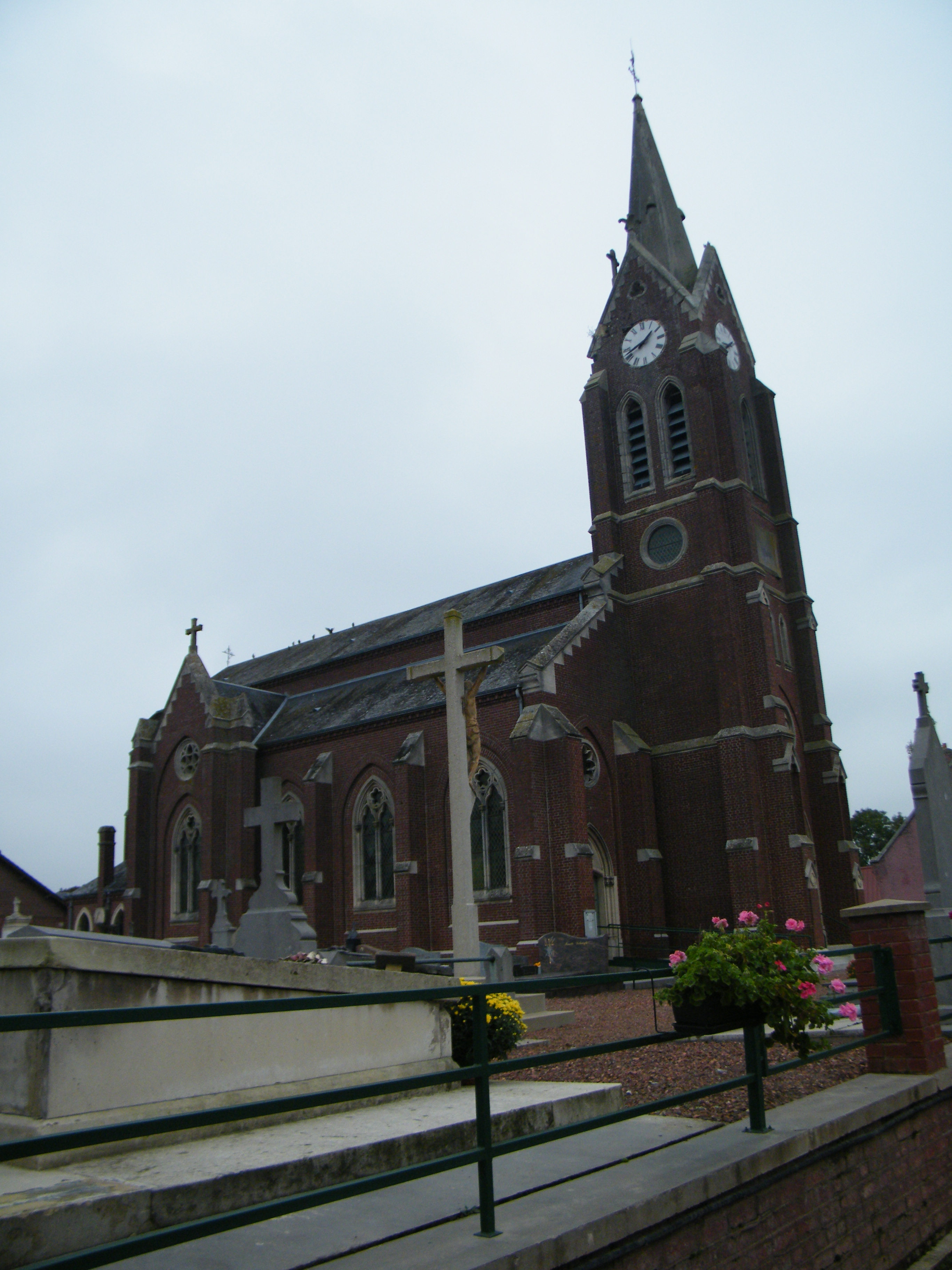

La població ha evolucionat segons el següent gràfic:
Habitants censats

### Habitatges
El 2007 hi havia 242 habitatges, 218 eren l'habitatge principal de la família, 2 eren segones residències i 22 estaven desocupats. 233 eren cases i 9 eren apartaments. Dels 218 habitatges principals, 181 estaven ocupats pels seus propietaris, 33 estaven llogats i ocupats pels llogaters i 4 estaven cedits a títol gratuït; 4 tenien dues cambres, 26 en tenien tres, 66 en tenien quatre i 122 en tenien cinc o més. 180 habitatges disposaven pel capbaix d'una plaça de pàrquing. A 103 habitatges hi havia un automòbil i a 84 n'hi havia dos o més.

### Piràmide de població
La piràmide de població per edats i sexe el 2009 era:
| Homes | Edats   | Dones |
| ----- | ------- | ----- |
| 0     | 95 o +  | 0     |
| 0     | 90 a 94 | 0     |
| 8     | 85 a 89 | 0     |
| 4     | 80 a 84 | 4     |
| 8     | 75 a 79 | 24    |
| 16    | 70 a 74 | 12    |
| 20    | 65 a 69 | 4     |
| 8     | 60 a 64 | 20    |
| 4     | 55 a 59 | 12    |
| 20    | 50 a 54 | 4     |
| 16    | 45 a 49 | 36    |
| 24    | 40 a 44 | 20    |
| 20    | 35 a 39 | 12    |
| 20    | 30 a 34 | 16    |
| 28    | 25 a 29 | 12    |
| 20    | 20 a 24 | 24    |
| 16    | 15 a 19 | 12    |
| 20    | 10 a 14 | 16    |
| 8     | 5 a 9   | 20    |
| 8     | 0 a 4   | 12    |

## Economia

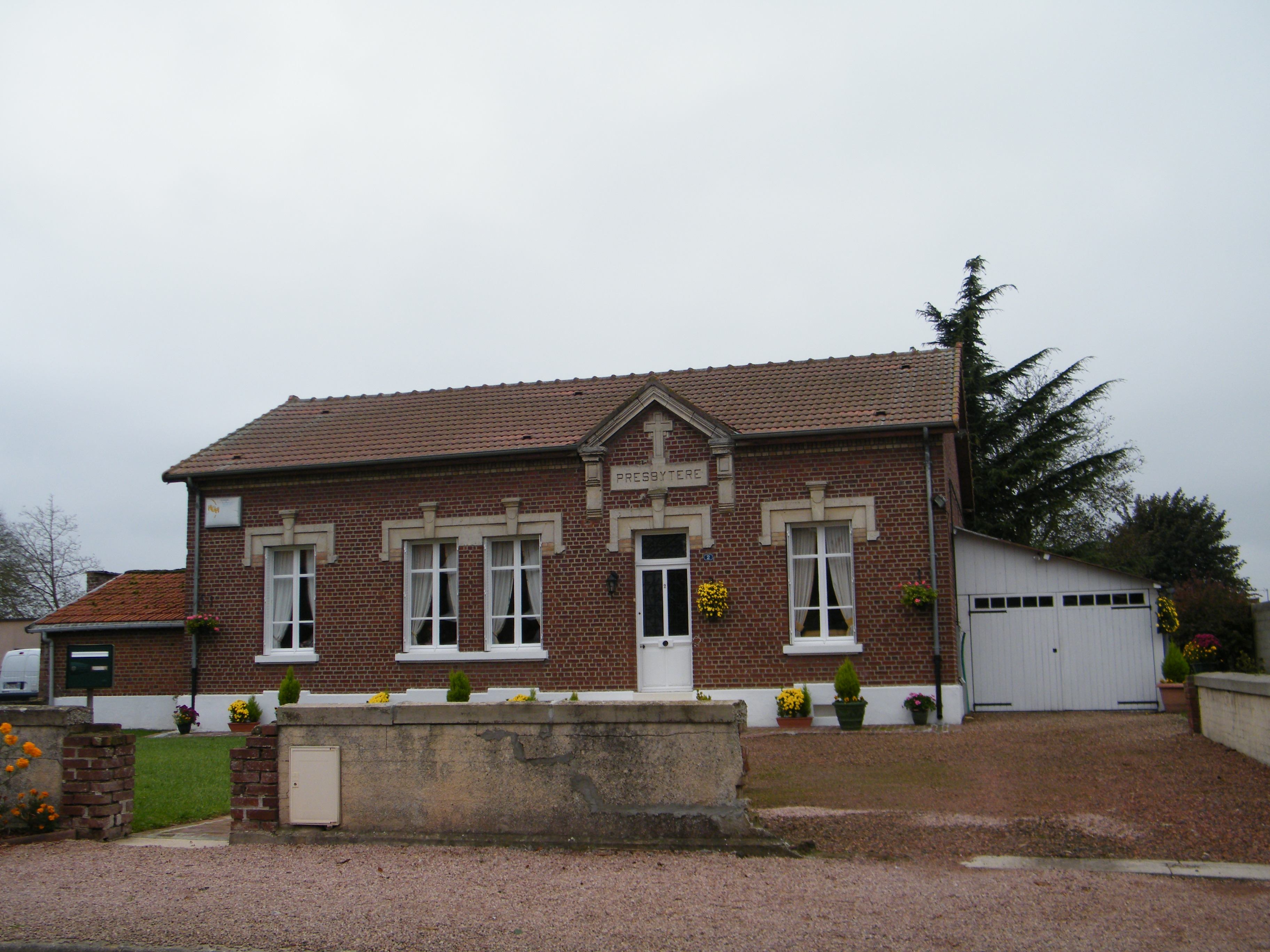

El 2007 la població en edat de treballar era de 343 persones, 234 eren actives i 109 eren inactives. De les 234 persones actives 208 estaven ocupades (120 homes i 88 dones) i 26 estaven aturades (12 homes i 14 dones). De les 109 persones inactives 45 estaven jubilades, 32 estaven estudiant i 32 estaven classificades com a «altres inactius».

### Ingressos
El 2009 a Mesnil-Saint-Nicaise hi havia 231 unitats fiscals que integraven 578 persones, la mediana anual d'ingressos fiscals per persona era de 16.933 €.

### Activitats econòmiques

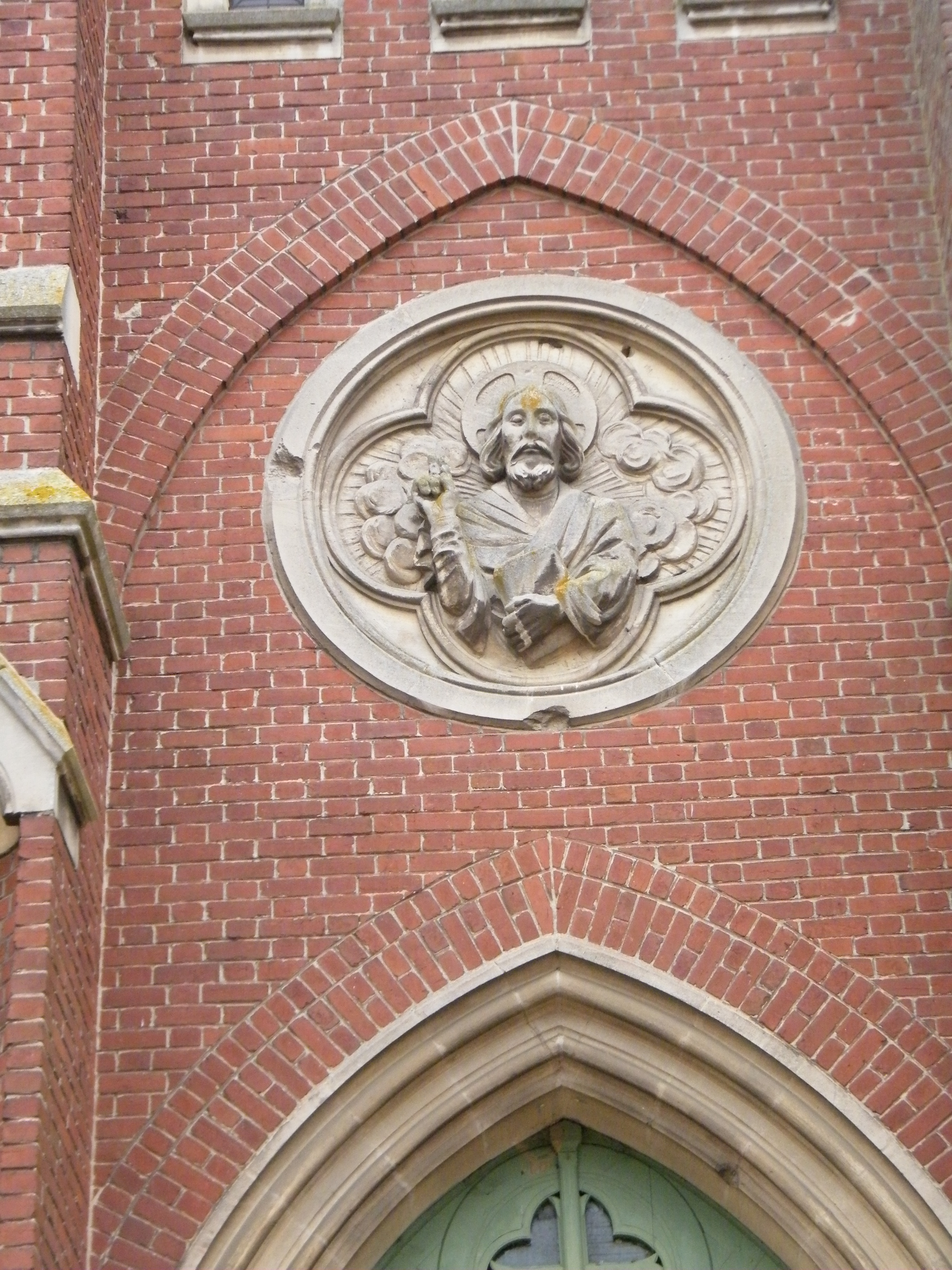

Dels 15 establiments que hi havia el 2007, 2 eren d'empreses extractives, 2 d'empreses alimentàries, 1 d'una empresa de fabricació de material elèctric, 2 d'empreses de fabricació d'altres productes industrials, 2 d'empreses de construcció, 1 d'una empresa de comerç i reparació d'automòbils, 1 d'una empresa de transport, 2 d'empreses d'hostatgeria i restauració, 1 d'una empresa immobiliària i 1 d'una empresa classificada com a «altres activitats de serveis».
Dels 3 establiments de servei als particulars que hi havia el 2009, 1 era un paleta, 1 restaurant i 1 agència immobiliària.
L'any 2000 a Mesnil-Saint-Nicaise hi havia 11 explotacions agrícoles.

## Equipaments sanitaris i escolars
El 2009 hi havia una escola elemental.

## Poblacions més properes
El següent diagrama mostra les poblacions més properes.